# Théâtre Mogador
Pour les articles homonymes, voir Mogador (homonymie).
Le théâtre Mogador, construit en 1913 et inauguré en 1919, est une salle de spectacles parisienne. Elle peut accueillir 1 618 personnes, sur trois étages : orchestre, corbeille et balcon.

## Situation et accès
Le théâtre est situé au 25 de la rue de Mogador, dans le 9e arrondissement de Paris.

## Historique
La salle est créée par un financier britannique, Sir Alfred Butt (en), qui la fait construire sur le modèle du London Palladium, music-hall londonien édifié par l'architecte Bertie Crewe. C'est l'architecte français Édouard Niermans qui suit les travaux. La salle se nomme d'abord le Palace Théâtre puis prend le nom de Mogador car elle est située au 25, rue de Mogador (ancien nom de la ville d'Essaouira au Maroc). Elle est inaugurée le 21 avril 1919 par le président des États-Unis, Woodrow Wilson, alors en France pour négocier le traité de Versailles, mais aussi son futur successeur Franklin D. Roosevelt.

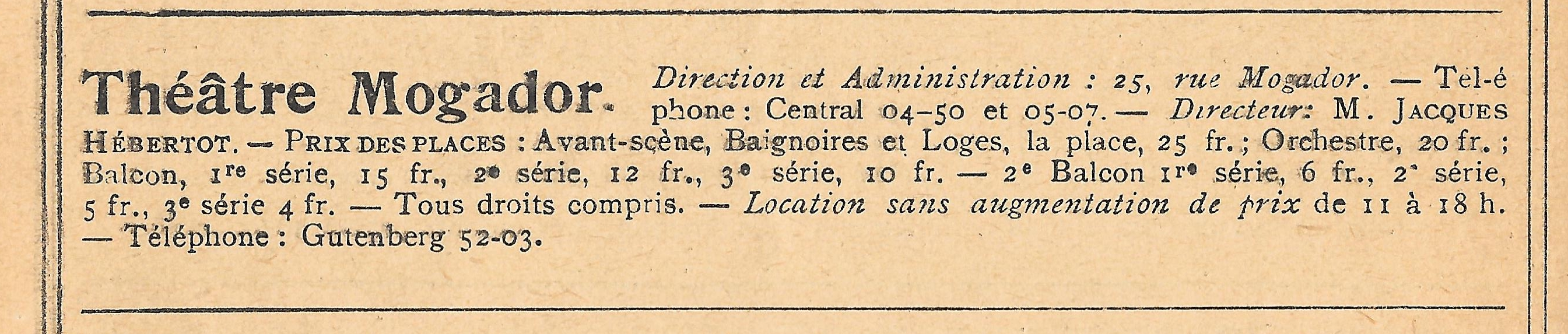
Prix des places et administration en 1925.

Au cours des années 1920, la salle accueille les Ballets russes de Diaghilev ainsi que les Thés Mogador, des après-midi musicaux, en séances d'après-midi. La décennie suivante, c'est Mistinguett qui y connaîtra le succès, notamment avec son spectacle Ça, c'est parisien.

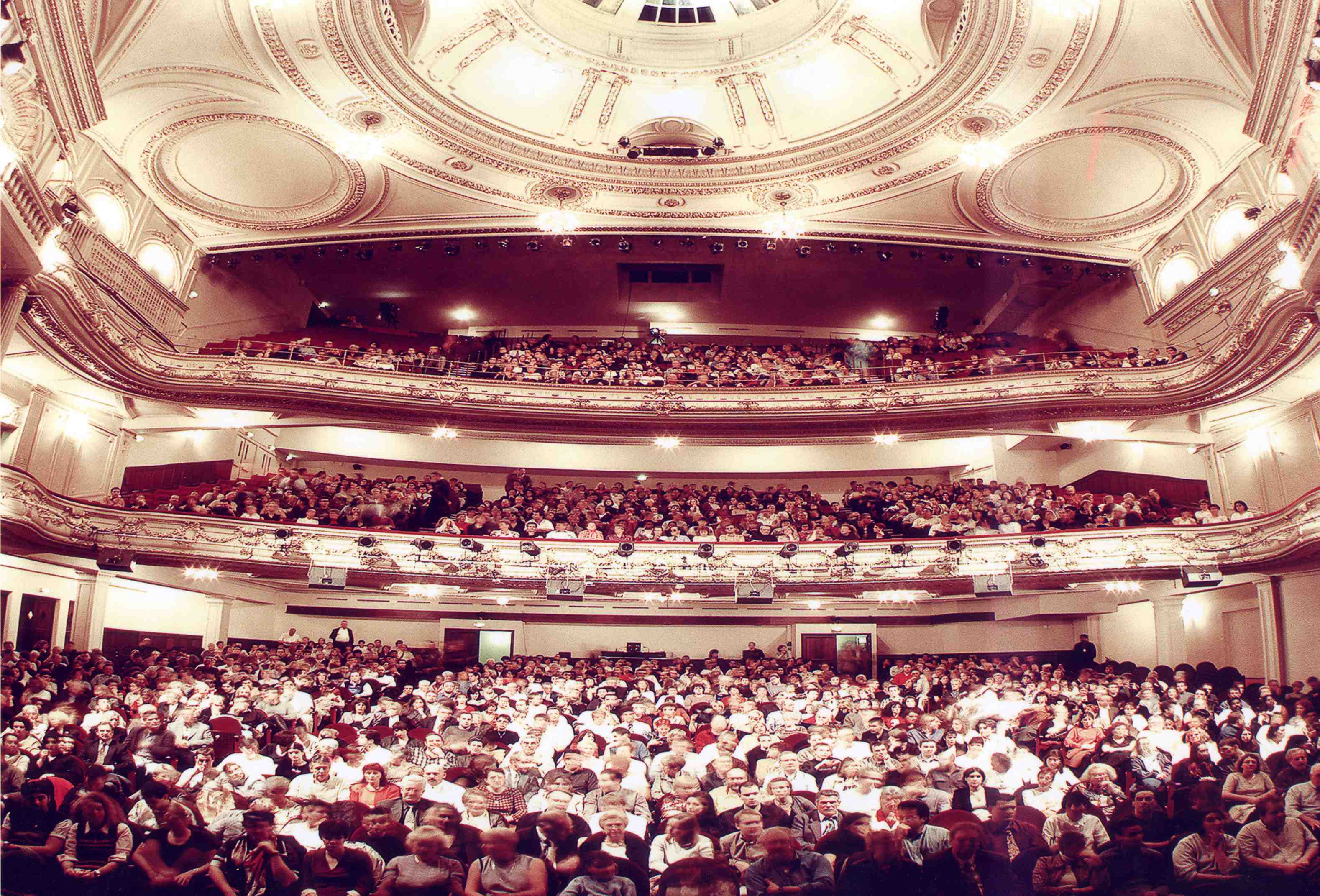
Auditorium du théâtre Mogador.

La salle est consacrée aux opérettes, revues, comédies musicales depuis les années 1930. Les frères Isola y créent de nombreux succès comme No, No, Nanette, Rose-Marie et L'Auberge du Cheval-Blanc. En 1941, Henri Varna, également directeur du Casino de Paris, prend possession du théâtre et y produit des opérettes à grand spectacle qui vont faire la renommée internationale de la salle : Violettes impériales, Les Amants de Venise, Naples au baiser de feu ou Michel Strogoff ainsi que les multiples reprises de La Veuve Joyeuse avec des artistes de haut vol comme Georie Boué de l'Opéra de Paris, Jacques Jansen, Marcel Merkès, Paulette Merval, Tino Rossi. À la mort du directeur, en 1969, le Théâtre Mogador devient le Théâtre Henri-Varna-Mogador. La direction d'Hélène Martini renouvelle le genre avec des spectacles comme Monsieur Pompadour et Hello Dolly.
La salle accueille aussi des concerts à partir des années 1980. Higelin y avait déjà tenu l'affiche durant l'hiver 1980-1981, pour une série de concerts mémorables.
The Shadows vont aussi y jouer en décembre 1980 pour un concert unique car l'Olympia n'était pas libre.
L'année 1985 est marquée par les débuts de la carrière solo du leader de The Police, Sting, après des semaines de répétitions en France, lors de sept soirées triomphales à la fin du mois de mai,.
Le Théâtre Mogador a accueilli la cérémonie des Molières en 2002, 2003, 2005 et 2006.
En 2005, le lieu est racheté par le grand groupe hollandais Stage Entertainment.
En 2010, 50 théâtres privés parisiens réunis au sein de l’Association pour le soutien du théâtre privé (ASTP) et du Syndicat national des directeurs et tourneurs du théâtre privé (SNDTP), dont fait partie le théâtre Mogador, décident d'unir leur force sous une enseigne commune : les Théâtres parisiens associés.
Le 25 septembre 2016, un incendie se déclare dans les sous-sols, touchant le plancher de la scène et entraînant la fermeture du théâtre pendant plusieurs mois.
Le théâtre rouvre ses portes à l'automne 2017 avec un nouveau spectacle à l'affiche.
Le lundi 23 janvier 2018, Eric Clapton présente un concert privé offert par l’homme d’affaires Edouard Carmignac.

## Répertoire
- 1919 : Hullo Paris ! revue de Paul-Louis Flers, Lucien Boyer, Jacques Battaille-Henri, avec Régine Flory, à partir du 21 avril 1919
- 1920 : Rip de Robert Planquette, avec Léon Ponzio, à partir du 29 octobre 1920
- 1920 : Madame l’Archiduc de Jacques Offenbach, avec Edmée Favart, à partir du 17 décembre 1920
- 1921 : La Petite Mariée de Charles Lecocq, avec Mlle Mathieu-Lutz et Jean Périer, à partir du 16 février 1921
- 1921 : Le Petit Duc de Charles Lecocq, avec Edmée Favart, à partir du 26 mars 1921
- 1921 : La Petite Fonctionnaire comédie musicale en 3 actes d’André Messager, livret Alfred Capus et Xavier Roux, avec Edmée Favart, Henry Defreyn, à partir du 14 mai 1921
- 1921 : La Poupée d’Edmond Audran, avec Mlle Mathieu-Lutz, à partir du 10 septembre 1921
- 1921 : La Petite Bohème d’Henri Hirschmann, à partir du 1er novembre 1921
- 1921 : La Mascotte d’Edmond Audran, avec Jane Morlet et Léon Ponzio, à partir du 17 décembre 1921
- 1922 : Monsieur l’Amour de Marcel Lattès, livret René Peter et Henri Falk, avec Brigitte Régent et Fernand Francell, à partir du 11 février 1922
- 1922 : Le Fakir de Bénares conte lyrique de Léo Manuel, à partir du 21 avril 1922
- 1922 : Ballets russes de Diaghilev, direction musicale Ernest Ansermet : Petrouchka, Shéhérazade, L'Après-midi d'un faune, La Belle au bois dormant

### DirectionCora Laparcerie(octobre 1923- mai 1924)
- 1923 : Le Masque de fer de Maurice Rostand, à partir du 1er octobre 1923
- 1923 : L’Oiseau bleu de Maurice Maeterlinck

### Direction frères Isola (1925-1936)
- 1926 : La Bayadère opérette en 3 actes de Emmerich Kálmán, à partir du 30 janvier 1926
- 1926 : No, No, Nanette opérette en 3 actes de Vincent Youmans, à partir du 29 avril 1926
- 1927 : Rose-Marie opérette en 2 actes de Rudolf Friml et Oscar Hammerstein II, à partir du 9 avril 1927
- 1929 : Hallelujah ou Hit the deck opérette de Vincent Youmans, à partir du 3 octobre 1929
- 1930 : Le Chant du désert de Sigmund Romberg, à partir du 11 octobre 1930
- 1931 : Orphée aux Enfers opéra-bouffe en deux actes de Jacques Offenbach, livret Hector Crémieux et Ludovic Halévy, avec Lucien Muratore et Max Dearly
- 1932 : L'Auberge du Cheval-Blanc opérette en 3 actes de Ralph Benatzky, avec Gabrielle Ristori, Georges Milton, à partir du 10 janvier 1932
- 1934 : La Vie parisienne opéra-bouffe de Jacques Offenbach, livret Henri Meilhac et Ludovic Halévy
- 1934 : Mandrin opérette en 4 actes de Joseph Szulc, livret André Rivoire et Romain Coolus, à partir du 12 décembre 1934
- 1935 : Surcouf

### Direction Teddy Ehrenthal (1936-1937)
- 1937 : Ça, c'est parisien revue avec Mistinguett (sous la direction de Mitty Goldin - voir ci-dessous)

### DirectionMitty Goldin(1937-1939)
- 1937: Ca, c'est parisien, revue avec Mistinguet à partir du vendredi 06 août 1937
- 1938 : La Féerie blanche revue opérette de Casimir Oberfeld, livret Louis Verneuil, lyrics André Hornez, avec Maria Belita, à partir du 3 janvier 1938
- 1938 : Balalaïka de Bernard Grun et George Posford, adaptation française Maurice Lehmann, avec Reda Caire, à partir du 24 septembre 1938
- 1939 : Billie et son équipe opérette de Michel Emer et Jean Sautreuil, livret André Mouëzy-Éon et Albert Willemetz, avec André Claveau, à partir du 6 mars 1939

### DirectionHenri Varna(1940-1969)
- 1940 : Les Mousquetaires au couvent opérette en trois actes de Louis Varney, livret Jules Prével et Paul Ferrier
- 1941 : Les Saltimbanques, opérette de Louis Ganne, livret Maurice Ordonneau
- 1941 : La Fille de madame Angot opéra-comique en trois actes de Charles Lecocq, livret Clairville, Paul Siraudin et Victor Koning
- 1942 : La Veuve joyeuse opérette en trois actes de Franz Lehár, livret Victor Léon et Leo Stein, avec Jeanne Aubert
- 1944 : La Mascotte d’Edmond Audran
- 1945 : La Vie de Château d’Emile Audiffred, Max Regnier, Georges Sellers
- 1947 : Rêve de valse d'Oscar Straus, livret Léon Xanrof et Jules Chancel, avec Marcel Merkès et Paulette Merval
- 1947 : Violettes Impériales de Vincent Scotto, avec Marcel Merkès et Lina Walls
- 1948 : La Danseuse aux étoiles de Vincent Scotto, livret Guy des Cars, avec Jean Chesnel et Mart Labahr
- 1950 : La Belle de New-York avec Marina Hotine
- 1950 : La Veuve joyeuse avec Marcel Merkès et Marina Hotine
- 1951 : Les Amants de Venise opérette en deux actes de Vincent Scotto, livret Henri Varna, Marc-Cab et René Richard, avec Marcel Merkès et Paulette Merval
- 1955 : Les Amours de Don Juan de Juan Morata, avec Marcel Merkès et Paulette Merval
- 1957 : Naples au baiser de feu de Emile Audiffred,Vincent Scotto Geo Koger avec Tino Rossi
- 1959 : Sissi
- 1960 : La Belle Hélène opéra-bouffe en trois actes de Jacques Offenbach, livret Henri Meilhac et Ludovic Halévy, avec Géori Boué
- 1961 : Violettes Impériales avec Marcel Merkès
- 1962 : La Veuve joyeuse avec Géori Boué et Jacques Luccioni
- 1962 : Rêve de valse avec Marcel Merkès et Paulette Merval
- 1963 : Rose-Marie avec Marcel Merkès et Paulette Merval
- 1964 : Michel Strogoff avec Marcel Merkès et Paulette Merval
- 1966 : No, No, Nanette avec Cathie Albert
- 1966 : La Danseuse aux étoiles avec Bernard Sinclair et Tessa Beaumont
- 1967 : Vienne chante et danse avec Marcel Merkès et Paulette Merval

### Direction Noël Marcellin (1969-1970)
- 1969 : Le Marchand de soleil avec Tino Rossi
- 1970 : Rose-Marie avec Bernard Sinclair et Angelina Christie
- 1970 : Viva Napoli avec Rudy Hirigoyen et Angelina Christie

### DirectionHélène Martini(1971-1975)
- 1971 : Monsieur Carnaval livret Frédéric Dard, musique Charles Aznavour et Mario Bua avec Georges Guétary et Jean Richard
- 1971 : Monsieur Pompadour comédie musicale de Claude Bolling, livret Françoise Dorin, mise en scène Jacques Charon
- 1972 : Hello, Dolly ! avec Annie Cordy
- 1973 : Douchka avec Marcel Merkès et Paulette Merval
- 1973 : Le Bourgeois gentilhomme de Molière, mise en scène Jean Le Poulain, à partir du 31 juillet 1976
- 1974 : La Révolution française de Claude-Michel Schönberg et Raymond Jeannot, livret Alain Boublil et Jean-Max Rivière
- 1975 : Fiesta avec Franck Villano et Maria Candido, décors d'Emmanuel Bellini.

### Direction André Huet (1976-1982)
- 1976 : Valses de Vienne avec Jean-Claude Darcey
- 1976 : Rêve de valse opérette d'Oscar Straus, adaptation Léon Xanrof et Jules Chancel, mise en scène Alain Beaugé, avec Michel Philippe, à partir du 31 juillet 1976
- 1977 : La Belle de Cadix de Francis Lopez, Raymond Vincy, Emile Audiffred, Marc Cab, Maurice Vandaire avec Miguel Cortez
- 1978 : Maître Puntila et son valet Matti de Bertolt Brecht, mise en scène Georges Lavaudant, Festival d'automne à Paris, du 19 septembre au 14 octobre 1978
- 1978 : Le Pays du sourire opérette de Franz Lehár, avec François Garcia, à partir du 4 novembre 1978
- 1979 : Le Bourgeois gentilhomme de Molière, mise en scène Marcelle Tassencourt, à partir du 1er mars 1979
- 1979 : L'Auberge du Cheval-Blanc opérette de Ralph Benatzky, avec Francis Joffo
- 1980 : The Shadows, soirée unique dans le cadre de leur tournée européenne
- 1980-1981 : Higelin à Mogador

### Direction Fernand Lumbroso (1983-1993)
- 1983 : Un grand avocat d’Henry Denker, mise en scène Robert Hossein, avec Roger Hanin, à partir du 8 janvier 1983
- 1983 : Gassman aux enchères, avec Vittorio Gassman, du 18 au 23 avril 1983
- 1983 : Cyrano de Bergerac d'Edmond Rostand, mise en scène Jérôme Savary, à partir du 1er janvier 1983
- 1983 : Histoire du cochon qui voulait maigrir d'après Colin McNaughton, mise en scène Jérôme Savary, à partir du 28 octobre 1983
- 1984 : Cyrano de Bergerac d'Edmond Rostand, mise en scène Jérôme Savary, à partir du 11 septembre 1984
- 1984 : Histoire du cochon qui voulait maigrir d'après Colin McNaughton, mise en scène Jérôme Savary, à partir du 28 novembre 1984
- 1985 : Bye bye show biz de Jérôme Savary, mise en scène Jérôme Savary, à partir du 11 janvier 1985
- 1985 : La Femme du boulanger de Marcel Pagnol, mise en scène Jérôme Savary, avec Michel Galabru, à partir du 12 septembre 1985
- 1985 : Les Aventures inédites du cochon en Amazonie d'après Colin McNaughton, mise en scène Jérôme Savary, à partir du 26 octobre 1985
- 1986 : L'Avare de Molière, mise en scène Roger Planchon, à partir du 16 octobre 1986
- 1987 : Cabaret, mise en scène Jérôme Savary, avec Ute Lemper, à partir du 11 septembre 1987
- 1988 : George Dandin de Molière, mise en scène Roger Planchon, du 8 mars 1988 au 28 avril 1988
- 1988 : Le Récit de la servante Zerline d'Hermann Broch, mise en scène Klaus Michael Grüber, avec Jeanne Moreau

- 1990 : Barbara
- 1990 : La Légende de Jimmy de Michel Berger et Luc Plamondon, mise en scène Jérôme Savary, avec Diane Tell, Tom Novembre, Nanette Workman, Renaud Hantson, du 22 septembre 1990 à février 1991
- 1991 : Les Misérables de Claude-Michel Schönberg et Alain Boublil

### DirectionDenise Petitdidier(1993-1999)
- 1993 : Kiss me, Kate comédie musicale de Samuel et Bella Spewack d'après La Mégère apprivoisée de Shakespeare, musique et lyrics Cole Porter, mise en scène Alain Marcel, avec Maria Zamora, Bernard Alane et Fabienne Guyon
- 1993 : Starmania, mise en scène Lewis Furey
- 1994 : My Fair Lady comédie musicale d'Alan Jay Lerner, musique Frederick Loewe, avec Richard Chamberlain
- 1995 : Cabaret comédie musicale de Joe Masteroff musique John Kander, mise en scène Jérôme Savary, avec Dee Dee Bridgewater et Marc Lavoine
- 1995 : La Belle de Cadix opérette de Raymond Vincy, Emile Audiffred et Marc-Cab, musique Francis Lopez, avec José Todaro
- 1997 : La Vie en bleu comédie musicale de Jean-Michel Bériat et Raymond Jeannot, musique Pascal Stive, mise en scène Robert Hossein
- 1999 : L'Auberge du Cheval-Blanc opérette de Ralph Benatzky, avec Vincent Vittoz et Anne Barbier
- 1999 : La Cage aux folles comédie musicale, livret Harvey Fierstein d'après la pièce de Jean Poiret, musique Jerry Herman, mise en scène Alain Marcel, avec Patrick Rocca et Bernard Alane

### Direction Jack-Henri Soumère (2000-2005)
- 2000 : Arturo Brachetti, mise en scène Serge Denoncourt, du 27 avril au 11 juin 2000, du 5 octobre 2000 au 7 janvier 2001
- 2001 : Wild Women Blues, du 18 janvier au 4 mars 2001
- 2001 : Lecoq fait le guignol, du 13 mars au 8 avril 2001
- 2001 : Notre-Dame de Paris de Luc Plamondon et Richard Cocciante, du 25 septembre 2001 au 27 janvier 2002
- 2002 : L'Ombre d'un géant de François Valéry, du 12 février au 31 mars 2002
- 2002 : Émilie Jolie de Philippe Chatel, du 8 novembre 2002 au 5 janvier 2003
- 2003 : Bolero Flamenco de Rafaël Aguilar, du 18 juin au 6 juillet 2003
- 2003 : Les Ballets Trockadero de Monte Carlo, du 7 au 12 octobre 2003
- 2003 : Elvis story, du 5 novembre 2003 au 5 janvier 2004
- 2004 : Un violon sur les toits de Paris, Orchestre de Paris, 9 et 10 octobre 2004
- 2004 : Arturo Brachetti l'homme aux mille visages, mise en scène Serge Denoncourt, du 26 octobre 2004 au 8 janvier 2005
- 2004 : Woody Allen au Théâtre Mogador, le 20 décembre 2004
- 2005 : Arturo Brachetti l'homme aux mille visages, mise en scène Serge Denoncourt, du 25 juin au 30 juillet 2005

### Direction Stage Entertainement France (depuis 2005)

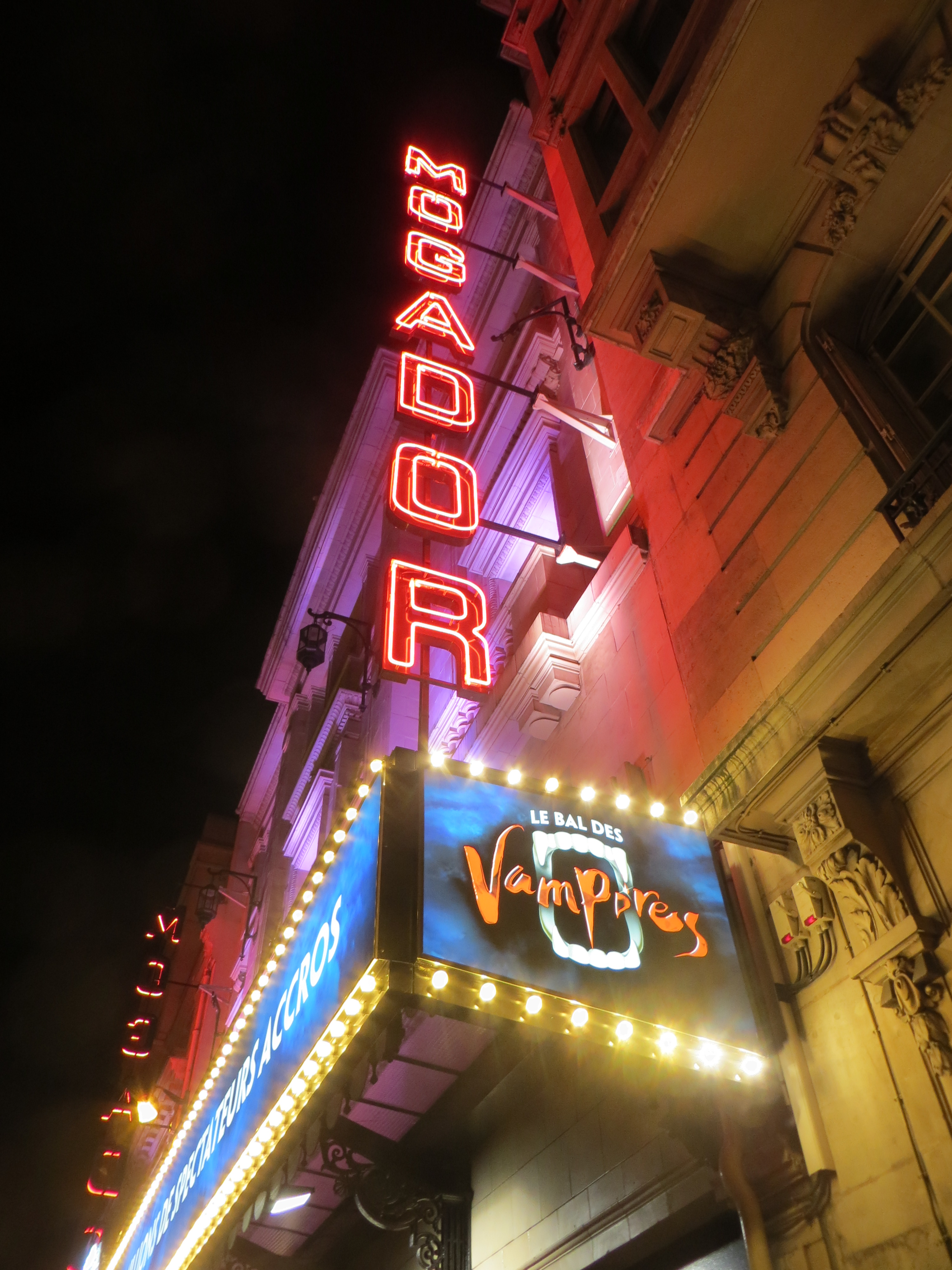
Le Bal des vampires au théâtre Mogador.

- 2005 : Laurent Petitgirard en concert, du 2 au 4 octobre 2005
- 2005 : Dani Lary Le Magicien de l'Impossible, du 18 octobre au 13 novembre 2005
- 2005 : Swann Lake d'après Le Lac des cygnes, mise en scène Matthew Bourne, du 16 novembre 2005 au 8 janvier 2006
- 2006 : Feu sacré de Bruno Villien pièce-concert d'après les écrits de George Sand et des musiques de Frédéric Chopin, mise en scène Simone Benmussa, du 20 mars au 12 mai 2006
- 2006 : Indochine Alice et June tour 2006, du 27 au 31 mars 2006
- 2006 : Macadam Macadam de Blanca Li et Antoine Hervé, du 6 au 18 juin 2006
- 2006 : Bagdad Café, mise en scène Percy Adlon, du 24 octobre au 5 novembre 2006
- 2006 : Balé de Rua de Marco Antônio Garcia, du 7 au 8 novembre 2006
- 2006 : Swann Lake d'après Le Lac des cygnes, mise en scène Matthew Bourne, du 15 novembre au 10 décembre 2006
- 2007 : Le Roi lion du 22 septembre 2007 au 31 mai 2009, du 2 octobre 2009 au 25 juillet 2010, a attiré environ 1 300 000 spectateurs sur près de 1000 représentations.
- 2009 : Cendrillon, le spectacle musical de Gérald Sibleyras et Étienne de Balasy, mise en scène Agnès Boury, du 24 octobre 2009 au 7 mars 2010
- 2010 : Mamma Mia ! du 28 octobre 2010 au 30 avril 2011
- 2010 : Cendrillon, le spectacle musical de Gérald Sibleyras et Étienne de Balasy, mise en scène Agnès Boury, du 2 novembre 2010 au 2 janvier 2011
- 2011 : Mamma Mia ! du 30 septembre 2011 au 1er juillet 2012
- 2012 : Sister Act du 20 septembre 2012 au 30 juin 2013
- 2013 : La Belle et la Bête d'Alan Menken, Howard Ashman et Linda Woolverton, du 24 octobre au 27 juillet 2014
- 2014 : Le Bal des vampires de Jim Steinman et Michael Kunze, mise en scène de Roman Polanski, du 16 octobre 2014 au 28 juin 2015
- 2015 : Cats d'Andrew Lloyd Webber d'après un recueil de poèmes de T.S. Eliot, du 1er octobre au 3 juillet 2016
- 2015 : Jules Verne - La Comédie Musicale de Nicolas Nebot et Dumè, mise en scène de Rabah Aliouane, du 17 octobre 2015 au 6 mars 2016
- 2016 : Le Fantôme de l'Opéra d'Andrew Lloyd Webber et Charles Hart d'après le roman de Gaston Leroux, est annulé à la suite d'un incendie
- 2017 : Grease de Jim Jacobs et Warren Casey, du 28 septembre 2017 au 8 juillet 2018
- 2018 : Les Aventures de Tom Sawyer, le Musical de Ludovic-Alexandre Vidal et Julien Salvia d'après le roman de Mark Twain, mise en scène par David Rozen, du 17 février 2018 au 6 mai 2018 (reprise en octobre 2018)
- 2018 : Chicago Du 26 septembre 2018 au 30 juin 2019
- 2019 : Ghost - Première de gala le 26 septembre 2019 jusqu'à fin juin 2020
- 2020 : Le Tour du Monde 80 Jours, le Musical de Ludovic-Alexandre Vidal et Julien Salvia d'après le roman de Jules Verne, mise en scène par David Rozen, à partir 8 février 2020. Le spectacle est forcé de suspendre ses représentations au théâtre Mogador à cause de la pandémie de Covid-19.
- 2021 : Stories par la RB Dance Company, un spectacle de danse narratif de Romain Rachline Borgeaud (chorégraphies, musiques, mise en scène). Du 5 au 27 juin 2021, pour 10 représentations.
- 2021 : Le Roi lion - Première de gala le 11 novembre 2021 (se joue actuellement). Le spectacle fait son grand retour à Mogador, quatorze ans après sa première exploitation dans ce même théâtre.